# Volta a Llombardia 1982
La Volta a Llombardia 1982 fou la 76a edició de la clàssica ciclista Volta a Llombardia. La cursa es va disputar el diumenge 16 d'octubre de 1982, sobre un recorregut de 248 km. El vencedor final fou l'italià Giuseppe Saronni, per davant de Pascal Jules i Francesco Moser.

## Classificació general
|    | Ciclista                 | Equip                 | Temps     |
| -- | ------------------------ | --------------------- | --------- |
| 1  | Giuseppe Saronni         | Del Tongo-Colnago     | 6h 05' 07 |
| 2  | Pascal Jules             | Renault-Elf-Gitane    | m. t.     |
| 3  | Francesco Moser          | Famcucine             | m. t.     |
| 4  | Jean-Luc Vandenbroucke   | La Redoute-Motobecane | m. t.     |
| 5  | Alfio Vandi              | Selle San Marco       | m. t.     |
| 6  | Gianbattista Baronchelli | Bianchi-Piaggio       | m. t.     |
| 7  | Jean-Marie Grezet        | Cilo-Aufina           | m. t.     |
| 8  | Hubert Seiz              | Cilo-Aufina           | m. t.     |
| 9  | Claude Criquielion       | Splendor-Wickes       | m. t.     |
| 10 | Hennie Kuiper            | DAF Trucks-TeVe Blad  | m. t.     |